# Droga wojewódzka nr 324
Droga wojewódzka nr 324 (DW324) – droga wojewódzka o długości 43 km łącząca DK12 ze Szlichtyngowej, do DK36 w m. Załęcze. 

## Miejscowości leżące przy trasie DW324
- Szlichtyngowa
- Niechlów
- Wroniniec
- Jastrzębia
- Góra
- Szedziec
- Rudna Wielka
- Wiewierz
- Zbaków Dolny
- Załęcze